# 周繼昌
周繼昌（？—？），號蓮峰，直隸無錫縣人，明朝解元。

## 生平
萬曆十三年（1585年）乙酉科，周繼昌高中應天鄉試第一名舉人。萬曆十七年（1589年）己丑科進士。户部觀政，四月授工部主事，丁憂歸。二十五年補礼部主事，二十六年升员外郎，二十七年三月升湖廣佥事，本年十一月調本省提学佥事，二十八年丁憂。三十二年起補山西提学佥事，三十六年致仕。四十一年起升浙江右参议，四十四年二月升南光禄寺少卿，四十六年八月升順天府府丞。

## 轶事
《萬曆野獲編》載，周繼昌載譽回家，偶著紅衣見客，同邑有落地少年，譏諷道：「周繼昌汝何故穿紅衣裳，要學華鴻山無他的門牆，要學尤回溪無他的後場，要學吳震華無他的貲囊。要學顧涇陽無他的文章，汝何故穿紅衣裳？」這幾位都是無錫當地考中解元的先輩，各有所長。少年用以譏諷周繼昌，為人傳誦一時。

## 家族
曾祖周奭。父周冠。